# Hastings Banda
Hastings Kamuzu Banda (Kasungu, 15 febbraio 1898 – Johannesburg, 25 novembre 1997) è stato un politico malawiano, nonché presidente e dittatore del Malawi dal 1966 al 1994.

## Biografia

### L'infanzia
Kamuzu Banda nacque nei pressi di Kasungu, in Malawi, (a quel tempo colonia britannica) da Mphonongo Banda e sua moglie Akupingamnyama Phiri. La data di nascita è sconosciuta e, risalendo al periodo in cui le registrazioni delle nascite non erano ufficiali, è impossibile determinare l'anno preciso. Il suo biografo, Philip Short, la stima in febbraio 1898. Lui stesso sostenne di essere nato il 14 maggio 1906, e questa data è stata inclusa in alcune biografie. Comunque, il suo certificato di morte riporta l'età di 99 anni, nonostante alcune voci confermassero un 101. Prese il nome cristiano di Hastings dopo essere stato battezzato nella Chiesa di Scozia intorno al 1905. Verso il 1915-16 lasciò la casa per trasferirsi a vivere con Hanock Msokera Phiri, uno "zio" impiegato come insegnante nella scuola della vicina missione di Livingstonia, trasferendosi a piedi fino a Hartley in Zimbabwe (ai tempi Rhodesia del Sud) e quindi nel 1917, sempre a piedi, fino a Johannesburg in Sudafrica. Svolse numerosi lavori presso la miniera Witwatersrand Deep sulla Transvaal Reef per molti anni. Nel 1925 si trasferì a New York, sponsorizzato dal Vescovo W.T. Vernon della Chiesa Metodista Africana.

### La maturità (1925 - 1958)
Banda studiò presso la scuola superiore di Wilberforce Institute (ora nota come Central State University) a Wilberforce, Ohio, e si diplomò nel 1928. Si iscrisse alla facoltà di Medicina presso la Indiana University e, dopo quattro semestri, si trasferì alla University of Chicago, dove si laureò in storia nel 1931. Studiò medicina al Meharry Medical College del Tennessee, dal quale ottenne una seconda laurea nel 1937 ma, per poter operare come medico nei territori dell'Impero britannico, avrebbe avuto bisogno di ulteriori studi. Frequentò e terminò con successo la School of Medicine del Royal College of Physicians and Surgeons dell'Università di Edimburgo nel 1941. Tra il 1942 ed il 1945 lavorò come medico presso il North Shields. Divenne Presbiteriano, e passò molti anni lavorando come medico condotto in Scozia ed in Inghilterra.
Nel 1946, in seguito ad una richiesta ufficiale del sindaco Mwase di Kasungu, che l'aveva incontrato in Inghilterra nel 1939, e di altri politici malawiani, rappresentò il congresso del Nyasaland presso il quinto Congresso Pan Africano di Manchester. Da questo momento si interessò sempre più del suo paese natale, fungendo da consigliere per il Congresso e fornendogli un supporto finanziario. Grazie alla sua comprensione dell'inglese funse anche da "ambasciatore" a Londra. Si oppose agli sforzi di Sir Roy Welensky, premier della Rhodesia del Sud, di creare una federazione tra le parti della Rhodesia, federazione che, seconda Banda, avrebbe cancellato alcuni diritti dei neri di Nyasaland. La (come lui la chiamò) "stupida federazione" venne istituita nel 1953. Si vociferò che volesse tornare a Nyasaland nel 1951, ma all'ultimo momento si trasferì invece nella Costa d'Oro, in Africa Occidentale. Molti capi influenti del Congresso, inclusi Henry Chipembere, Kanyama Chiume, Dunduzu Chisiza e T.D.T. Banda (nessuna parentela) si impegnarono per convincerlo a tornare nel suo paese prendendone il comando, ed il 6 luglio 1958 lo fece dopo un'assenza di 42 anni. In agosto, a Nkata Bay, venne acclamato leader del Congresso.

### Il ritorno in patria
Iniziò subito a girare per il paese, tenendo comizi contro la Federazione Centrafricana (nota anche con il nome di Federazione di Rhodesia e Nyasaland), e invogliando i cittadini ad entrare a far parte del partito. Secondo alcune voci, era così digiuno della propria lingua natale, il Chichewa, che ebbe bisogno di un interprete, ruolo apparentemente svolto da John Tembo, il quale rimase a fianco di Banda per la maggior parte della sua carriera. Ricevette risposte entusiastiche in ogni luogo, e l'odio crebbe nel paese. Dal febbraio 1959 la situazione divenne seria abbastanza da costringere le truppe Rhodesiane ad intervenire per mantenere la calma, e venne dichiarato lo stato di emergenza. il 3 marzo Banda, con centinaia di altri Africani, venne arrestato nel corso dell'"Operation Sunrise". Venne imprigionato a Gwelo (ora Gweru) nella Rhodesia del sud, e la carica di leader del Partito del Congresso del Malawi (il Nyasaland African Congress sotto nuovo nome) venne assunta temporaneamente da Orton Chirwa, rilasciato dal carcere nell'agosto 1959.
Nel frattempo in Gran Bretagna si discuteva sull'opportunità di abbandonare le Colonie. Banda venne rilasciato nell'aprile 1960 ed immediatamente richiamato a Londra per discutere dell'indipendenza. Le elezioni si tennero nell'agosto 1961. Nonostante Banda venne nominato Ministro della Terra, Risorse Naturali e Governo Locale, divenne di fatto il primo ministro del Nyasaland, titolo assunto formalmente il 1º febbraio 1963. Insieme al ministro MCP sviluppò l'educazione secondaria, riformò le Native Courts, soppresse alcune tasse agricole e fece altre riforme. Nel dicembre 1962 R. A. Butler, segretario di stato britannico per l'Africa, accettò di porre fine alla Federazione. Il 6 luglio 1964, esattamente sei anni dopo il suo rientro in patria, il Nyasaland divenne la Repubblica del Malawi.
Fu lo stesso Banda a scegliere il termine "Malawi"; l'aveva letto su di una vecchia mappa francese come "Lake Maravi" nella terra di Bororo.

### Dittatore del Malawi
Solo un mese dopo l'indipendenza, il Malawi ebbe una crisi di governo. Molti ministri presentarono a Banda la richiesta di autolimitarsi i poteri. Venne accusato di comportamenti autocratici. La risposta di Banda fu decisa: dimissionò quattro ministri, ed altri due si dimisero. I dissidenti dovettero fuggire dal Paese. Banda divenne il primo Presidente del Malawi il 6 luglio 1966. Contemporaneamente, il MCP venne dichiarato unico partito legalizzato. Nel 1970 il congresso del MCP nominò Banda presidente a vita del partito e l'anno successivo venne dichiarato Presidente a vita del Malawi. Il titolo ufficiale fu "Sua Eccellenza il Presidente a Vita della Repubblica del Malawi, Ngwazi Dr Hastings Kamuzu Banda". Il titolo di Ngwazi significa "grande leone" (o, secondo qualcuno, "conquistatore") in Chicheŵa.

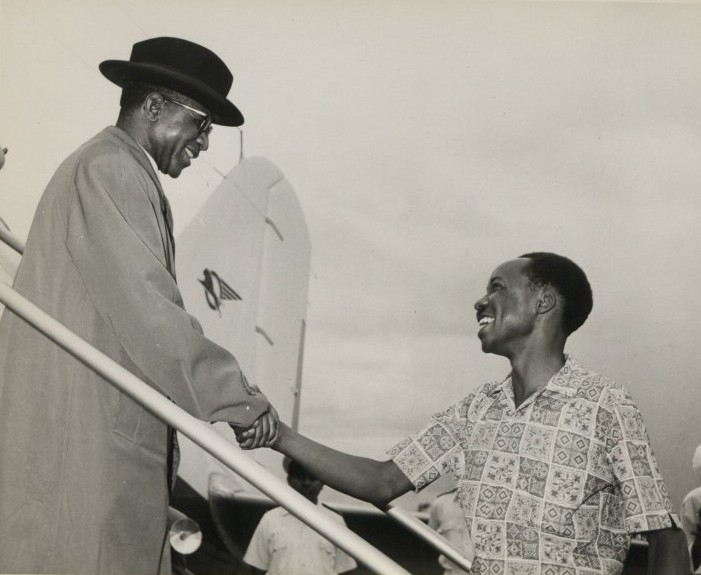
Banda con il Presidente della Tanzania Nyerere

Banda veniva visto all'estero come un leader buono sebbene eccentrico; elegante grazie al completo in stile inglese, il fazzoletto ed il Fly-whisk. All'interno dello Stato suscitava sentimenti diversi, dall'adorazione al terrore. Banda (ed i suoi seguaci durante la vecchiaia) comandava uno Stato di polizia in cui i dissidenti non erano tollerati. Gli oppositori venivano esiliati (come Kanyama Chiume) o uccisi (come Dick Matenje o il Dr Attati Mpakati).
Il governo era rigidamente autoritario, anche per gli standard africani del tempo. Fu l'oggetto di un pervasivo culto della personalità. Ogni edificio commerciale era obbligato ad esporre una foto ufficiale di Banda sul muro e non erano permessi poster, orologi o immagini più grandi di quella foto. Prima di ogni film veniva mostrato un video del Presidente con in sottofondo l'inno nazionale. Quando Banda visitava una città, un gruppo di donne doveva attenderlo all'aeroporto e ballare per lui. Per le ballerine era obbligatorio indossare un abito con l'immagine del Presidente. Le chiese dovevano essere approvate dal Governo. Tutti i film erano passati al Malawi Censorship Board che provvedeva a censurarne i contenuti non approvati. Anche le videocassette dovevano essere sottoposte al Board. Dopo essere stato controllato, il film riceveva un adesivo che ne attestava la liceità, e veniva rispedito al mittente. Pagine, o parti di pagine, venivano tolte alle riviste come Newsweek e Time. La stampa e la radio erano rigidamente controllate, e molte di loro servivano per la propaganda di regime. La televisione era vietata.
Istituì anche un codice di abbigliamento. Alle donne non era permesso mostrare le cosce o indossare pantaloni. Banda sosteneva che questi obblighi non erano tesi a opprimere le donne, ma a stimolare un maggior rispetto. Per gli uomini, capelli lunghi e barba erano un segno di dissenso e vennero messi fuorilegge. Gli uomini potevano essere presi con la forza e costretti a subire un taglio di capelli a discrezione degli agenti di polizia. Non ci si poteva baciare in pubblico, né vedere film che mostravano baci. Lo studio della storia precedente al regime di Banda fu scoraggiato, e molti libri sull'argomento vennero bruciati. Ci furono persecuzioni delle tribù del nord (in particolare i Tumbuka), vietandone lingua, libri e talvolta insegnanti. Gli europei che criticavano tutte queste leggi venivano bollati come "PI'ed" (ovvero dichiarati Prohibited Immigrants, Immigrati Clandestini, ed espulsi). La posta veniva aperta e letta, le telefonate intercettate e le comunicazioni interrotte se veniva pronunciata qualche parola invisa al governo. Non si poteva parlare di Banda e chi lo faceva poteva essere punito con l'arresto, la deportazione o addirittura la morte.
Tutti gli adulti dovevano essere membri del MCP. Le tessere di partito dovevano essere sempre portate con sé e mostrate durante le ispezioni di polizia.
Anche gli stranieri erano soggetti al codice di abbigliamento. Negli anni 1980 i turisti venivano avvisati in anticipo prima di ricevere il visto d'ingresso:
Alle donne non verrà permesso l'ingresso nel Paese se indossano pantaloni o gonne corte, eccetto per il transito verso Lake Holiday o verso i Parchi Nazionali. Le gonne devono coprire le ginocchia per conformarsi ai regolamenti Governativi. L'ingresso di hippie e uomini con capelli lunghi o pantaloni a fiori è proibito
Nonostante tutto, Banda era un sostenitore dei diritti delle donne rispetto ad altri legislatori africani. Fondò la Chitukuko Cha Amai m'Malawi (CCAM) per discutere necessità, diritti ed opportunità delle donne. Questa istituzione motivò le donne ad eccellere nell'educazione e governo convincendole a giocare ruoli decisivi nella comunità, chiesa e famiglia. La fondatrice del National Advisor fu Cecilia Tamanda Kadzamira, hostess ufficiale dell'ex presidente.
Banda fece molto per le infrastrutture del paese: strade principali, aeroporti, ospedali e scuole. Fondò una scuola sulla falsariga di quella di Eton, chiamata Kamuzu Academy, in cui ai ragazzi malawiani veniva insegnato il latino e il greco antico da insegnanti espatriati; erano previste punizioni per chi venisse scoperto a parlare il Chichewa.
Si suppone che Banda, durante il suo governo, abbia accumulato almeno 320 milioni di dollari in beni personali. Il Malawi fu il solo Stato africano ad aprire rapporti diplomatici con il Sudafrica durante l'apartheid. Molti stati africani intrattenevano rapporti commerciali con il Sudafrica, non essendo economicamente indipendenti, ma il Malawi fu il solo scambiare ambasciate con quel regime.
Nel 1990 Banda ricevette papa Giovanni Paolo II in visita pastorale in Africa. Il pontefice trattò con simpatia il vecchio dittatore, abbracciandolo in pubblico. A destare stupore fu l'abbigliamento di Banda (e dei suoi dignitari), vestito con una marsina e un cilindro neri che sembravano rimandare a un'altra epoca.

### Vittoria della democrazia, 1994

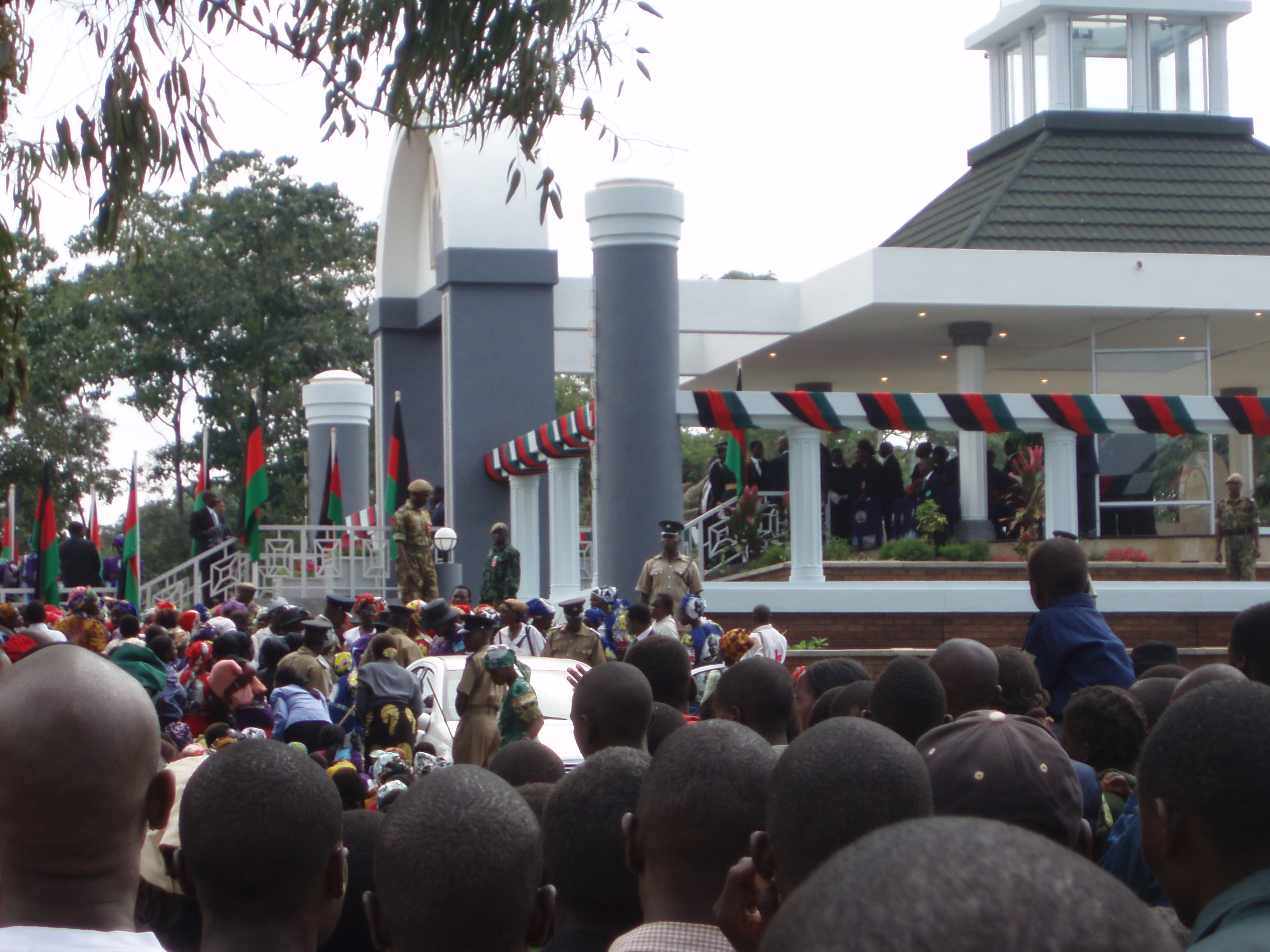
Cerimonia d'apertura del Mausoleo di Banda il 14 maggio 2006 a Lilongwe.

Il sistema monopartitico venne smantellato nel 1993 in seguito ad un referendum. Poco dopo una speciale assemblea tolse a Banda il titolo di Presidente a vita, insieme a molti altri poteri.
Dopo aver avuto problemi di salute, Banda concorse alle elezioni presidenziali del 1994, le prime elezioni democratiche. Venne facilmente battuto da Bakili Muluzi, uno WaYao della regione meridionale del paese. Banda morì in un ospedale sudafricano nel novembre 1997, all'età di 99 anni. Il partito che guidò dopo averlo ereditato da Orton Chirwa nel 1960, il Malawi Congress Party, proseguì dopo la sua morte restando una delle maggiori forze politiche del Malawi.